# Албер Аја
Албер Жан Луј Аја (фр. Albert Jean Louis Ayat; Париз, 7. март 1872 — Курбвоа, 2. децембар 1935) био je француски мачевалац. Такмичио се крајем 19. и почетком 20. века.

## Биографија
Учествовао је на Летњим олимпијским играма 1900. у Паризу. Такмичио се у мачевању у две дисциплине мач професионални тренери појединачно и мечу аматера и професиналаца (тренера). У појединачној конкуренцији освојио је златну медаљу, победивши у финалу свог земљака Емила Буњоа. У мечу аматери — професионалци учествовао је као професионалац и још једном потрвдио своју супериорност у овој дисциплин освојивши још једну златну медаљу.
Албер Аја је имао млађег брата Феликса који је такође учествовао на овим Играма, али без већег успеха.